# Tyrinthia frontalis
Tyrinthia frontalis is een keversoort uit de familie van de boktorren (Cerambycidae). De wetenschappelijke naam van de soort werd voor het eerst geldig gepubliceerd in 1855 door Guérin-Méneville.